# Енквіст Людмила Миколаївна
Людми́ла Е́нквіст (швед. Ludmila Engquist, 21 квітня 1964) — радянська та шведська легкоатлетка, олімпійська чемпіонка.
При народженні мала прізвище Леонова, носила також прізвище Нарожиленко. 

## Виступи на Олімпіадах
| Олімпіада      | Дисципліна                    | Місце          |
| -------------- | ----------------------------- | -------------- |
| Сеул 1988      | біг на 100 метрів з бар'єрами | участь h2 r3/4 |
| Барселона 1992 | біг на 100 метрів з бар'єрами | 2 h3 r2/4      |
| Атланта 1996   | біг на 100 метрів з бар'єрами | 1              |

## Зовнішні посилання
- Досьє на sport.references.com [Архівовано 14 грудня 2012 у Wayback Machine.]